# Oraov Dol
Oraov Dol (mazedonisch Ораов Дол, alte Schreibweise bis 1945 Ораовъ Долъ) ist ein Dorf im zentralen Teil Nordmazedoniens, das zur Gemeinde Čaška gehört. Die nächstgelegene Stadt ist Veles.

## Geographie
Oraov Dol liegt etwa 50 Kilometer südwestlich von Veles. Das Dorf befindet sich in der historischen Landschaft Azot, welche auch Babunija genannt wird, angelehnt an den Babuna-Fluss. Die Nachbardörfer von Oraov Dol sind Gabrovnik, Mokreni, Teovo und Omorani. Nordwestlich des Dorfes erhebt sich das Bergmassiv Jakupica mit der Spitze Solunska Glava.

## Geschichte

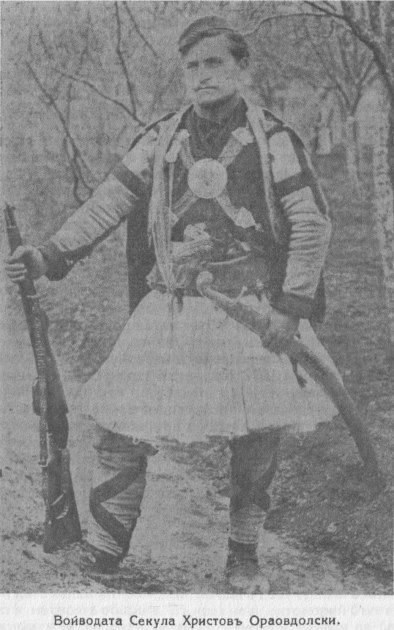
Der bulgarische Wojwode der IMARO, Sekula Oraowdolski, geboren in Oraov Dol

Die Region Azot wurde nach 1900 Schauplatz blutiger Kämpfe und Scharmützel zwischen den bulgarischen Komitadschi der Inneren Makedonisch-Adrianopeler Revolutionären Organisation (IMARO) und den serbischen Tschetniks, welche sich teilweise erfolgreich in der Region eingenistet hatten.
Laut der Statistik des Ethnographen Wassil Kantschow zählte Oraov Dol Ende des 19. Jahrhunderts 512 Einwohner, welche allesamt als christliche Bulgaren klassifiziert wurden.
Laut einem Geheimbericht des bulgarischen Konsulats in Skopje im Jahre 1895 erkannten 32 von 90 Häuser des Dorfes das Ökumenische Patriarchat von Konstantinopel an. Laut dem Metropolit Polikarp von Debar und Veles existierten 1904 in Oraov Dol 33 serbische Familien.
Nach den Statistiken des Sekretärs des bulgarischen Exarchats Dimitar Mischew ("La Macédoine et sa Population Chrétienne") im Jahr 1905 lebten in Oroaov Dol 456 bulgarische Exarchisten und 256 bulgarische, serbophile Patriarchisten, welche jeweils eine bulgarische und eine serbische Grundschule im Dorf besaßen. Nach der Jungtürkischen Revolution 1908 kehrten 50 serbophile Haushalte zurück zum bulgarischen Exarchat.
1927 führte der deutsche Forscher Leonhard Schultze Oraov Dol auf seiner Karte Mazedoniens auf und ordnete es als ein kürzlich serbisiertes, bulgarisches Dorf ein.
Laut der letzten Volkszählung von 2002 lebten in Oraov Dol drei Einwohner, alle Mazedonier.

## Persönlichkeiten
- Pano Filipow, bulgarischer Revolutionär der IMARO[10]
- Sekula Oraowdolski (1882–1912), bulgarischer Revolutionär und Wojwode der IMARO
- Stefan Mitrew, bulgarischer Priester in der Veles-Eparchie zwischen 1864 und 1908[11]
- Stoilko Ivanov (1920–2003), jugoslawischer und mazedonischer Partisan
- Temelko Atanasow, bulgarischer Revolutionär der IMARO[12]